# 張仙寿
張 仙寿（ちょう せんじゅ、生没年不詳）は、渤海国の人物。第10次渤海使の大使。

## 記録
『続日本紀』によると、宝亀9年（779年）9月、送高麗使正六位上高麗殿継たちが越前国坂井郡三国湊に到着したとあり、天皇は越前国に勅して、「遣高麗使と送使を都合の良いところに安置して、先例に従って、衣食を供給せよ、ただし殿継は（事情聴取のため）はやく入京せよ」と命じている。史料に現れるのは、この箇所が最初である。
第16次遣唐船の帰国途上の遭難の件もあり、天皇への謁見は遅くなり、翌宝亀10年（780年）元日になってから、天皇に朝賀をしている。「張仙寿」の名が現れるのはこの箇所が最初である。5日に方物を献上し、その際に、殿継らが航路を失って、遠い夷の境域に漂着し、船が破損したため、船2艘を建造して、随行した旨、合わせて献上物を持参して朝廷を拝み奉る旨を伝えている。7日、五位以上の官人と張仙寿らを朝堂で宴を開いてもてなし、詔により、位階を与え、地位に応じて禄を与えた。16日にも五位以上の官人と渤海使を朝堂で踏歌の節会の宴を開いて禄を与えている。18日に、内裏で大射を行い、渤海使も射の列に加わっている。
張仙寿たちは、2月に帰国している。天皇は国王に璽書を賜い、あわせて信物を授けている。
なお、この渤海使の送使として、大網公広道が任命されているが、通常、送高麗使は帰国用の船を持たぬ場合に派遣されるものであり、今回は無事に日本に辿り着いているため、一旦送使の任命があったけれども、派遣が中止された可能性がある。